# Марано-Маркезато
Марано-Маркезато (итал. Marano Marchesato) — коммуна в Италии, располагается в регионе Калабрия, подчиняется административному центру Козенца.
Население составляет 2558 человек, плотность населения составляет 512 чел./км². Занимает площадь 5 км². Почтовый индекс — 87040. Телефонный код — 0984.
Покровительницей коммуны почитается Пресвятая Богородица. Праздник ежегодно празднуется 15 июля.